# XPO, Inc.
XPO, Inc. er en amerikansk transportvirksomhed, der driver less-than-truckload shipping i Nordamerika. De har hovedkvarter i Greenwich, Connecticut og har i alt 564 lokationer. I 2022 havde de en omsætning på 7,72 mia. US$ og 38.000 ansatte.